# Issues (gruppo musicale)
Gli Issues sono un gruppo musicale statunitense formatosi ad Atlanta (Georgia) nel 2012.
La loro musica, definita "new nu metal", unisce sonorità R&B e pop al metalcore.

## Formazione

### Formazione attuale
- Tyler Carter – voce (2012-presente)
- Adrian J. "AJ" Rebollo – chitarra, voce secondaria (2012-presente)
- Skyler Acord – basso (2013-presente)
- Josh Manuel – batteria, percussioni (2013-presente)

### Ex componenti
- Tyler "Ty" Acord (DJ Scout) – tastiera, sintetizzatore, turntablism, campionatore, keytar (2012-2015) (dal 2015 diventato produttore ufficiale del gruppo)
- Ben Ferris – tastiera, sintetizzatore, cori (2012)
- Cory Ferris – basso (2012)
- Jake Vintson – basso (2012-2013)
- Case Snedecor – batteria, percussioni (2012-2013)
- Michael Bohn – voce (2012-2018)[4]

## Discografia

### Album in studio
- 2014 – Issues
- 2016 – Headspace
- 2019 – Beautiful Oblivion

### Raccolte
- 2013 – Everyone That Dragged You Here

### EP
- 2012 – Black Diamonds
- 2014 – Diamond Dreams